# The Amateur Wife
The Amateur Wife er en amerikansk stumfilm fra 1920 af Edward Dillon.

## Medvirkende
- Irene Castle som Justine Spencer
- William P. Carleton som Cosmo Spotiswood
- Arthur Rankin som Billy Ferris
- S. J. Warmington som Randolph Ferguson
- Alex Saskins som Oliver Ferris